# Jaidip Mukerjea
Jaidip Mukerjea (Calcutta, 21 aprile 1942) è un ex tennista indiano.

## Biografia
Nei tornei del Grande Slam ha ottenuto il suo miglior risultato raggiungendo i quarti di finale di doppio agli Australian Championships nel 1962, e a Wimbledon nel 1973, entrambi in coppia con il connazionale Premjit Lall.
In Coppa Davis ha giocato un totale di 97 partite, collezionando 62 vittorie e 35 sconfitte. Per la sua costanza nel rappresentare il proprio Paese nella competizione è stato insignito del Commitment Award.